# 영통도서관
영통도서관은 경기도 수원시 영통구 영통동에 위치해 있는 도서관이다. 또한 영통도서관은 1997년 10월 16일 착공하여 1999년 7월 21일 개관하였다. 또한 영통도서관의 건물은 본관과 별관으로 이루어져 있는데, 본관은 3층이며, 1층은 어린이 자료실, 2층은 종합자료실, 디지털 자료실, 3층은 일반열람실로 이루어져있고, 별관에는 세미나실, 회의실이 마련되어 있다. 2018년 10월 기준으로, 영통도서관의 장서 수는 281,655권이다.